# Discovery Wings U.K.
Discovery Wings U.K., en español Discovery Alas (Reino Unido), fue un canal de televisión estadounidense y británico operado por Discovery Networks Europe e inaugurado el 1 de febrero de 2000, para cerrar el 28 de febrero de 2007 .Canal dedicado al género documental en relación con las aeronaves un canal con programas y documentales que brindaba al espectador toda la información sobre el mundo de los aviones y máquinas aéreas. En  Estados Unidos que ha sido sustituido por el Canal Military Channel que su programación se basa en la mayoría de aviones militares, en Reino unido cambio por Discovery Turbo un canal documental de solo motor.